# Irrigação

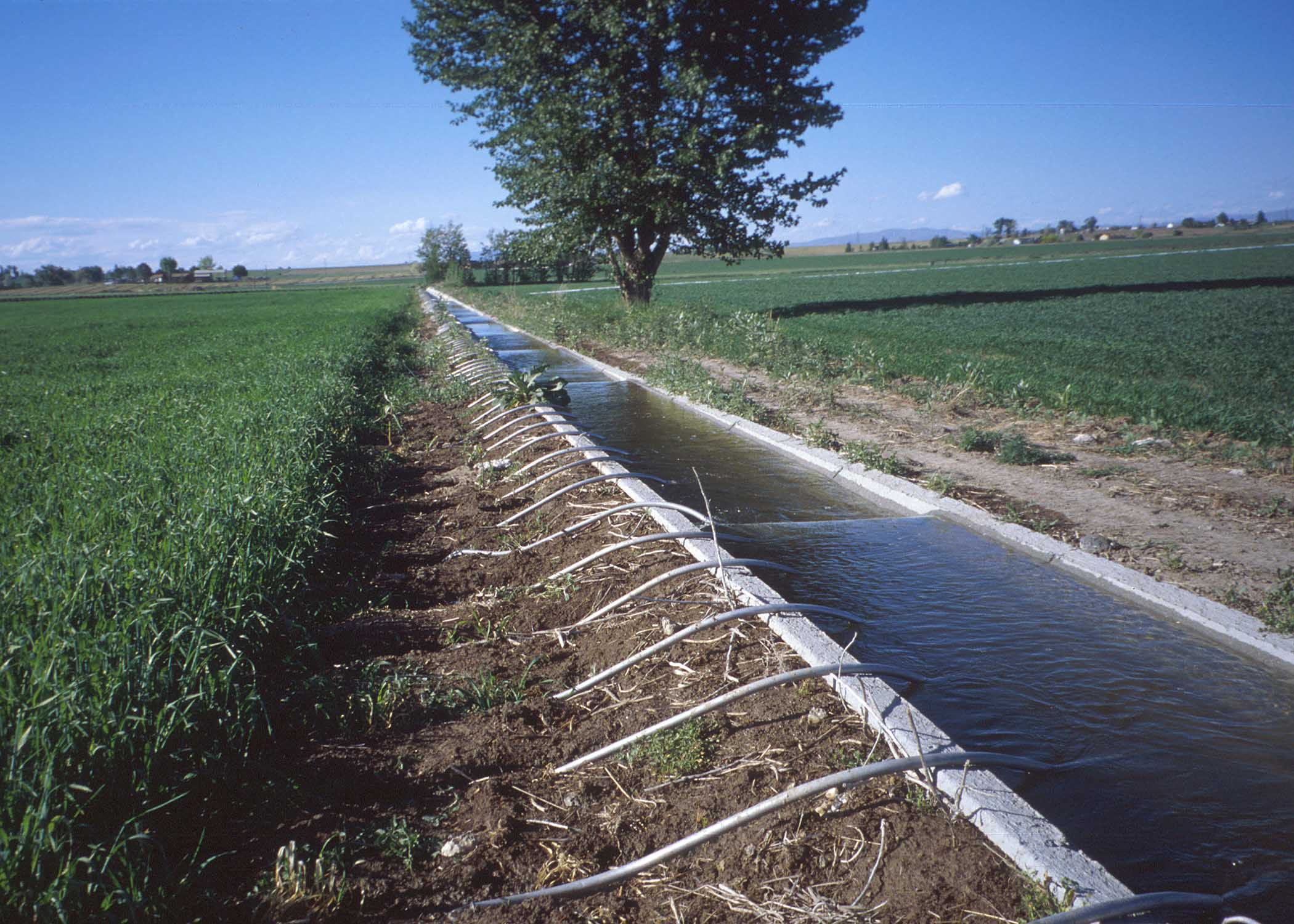
Canal de irrigação com sistema de sifão.

Irrigação (do termo latino irrigatione) é uma técnica utilizada na agricultura desenvolvida durante o império persa aquemênida que tem, por objetivo, o fornecimento controlado de água para as plantas em quantidade suficiente e no momento certo, assegurando a produtividade e a sobrevivência da plantação. Complementa a precipitação natural e, em certos casos, enriquece o solo com a deposição de elementos fertilizantes.

## Métodos e sistemas de irrigação
Método de irrigação é a forma pela qual a água pode ser aplicada às culturas.
Cada método tem um ou mais sistemas associados, pelo que a escolha do mais adequado depende de diversos fatores, como a topografia (declividade do terreno), o tipo de solo (taxa de infiltração), a cultura (sensibilidade da cultura ao molhamento) e o clima (frequência e quantidade de precipitações, temperatura e efeitos do vento). Além disso, a vazão e o volume total de água disponível durante o ciclo da cultura devem ser analisados.
A eficiência de um sistema de irrigação refere-se à percentagem de água de fato absorvida pela planta.
Os principais métodos são os seguintes:

### Regadio
- Escorrimento (também chamado "de gravidade") - a partir de regos ou canais, onde a água desliza, sendo, o seu excesso, recolhido por uma vala coletora;
- Submersão - utilizado em terrenos planos;
- Infiltração - Utilizando sulcos abertos entre as fileiras de plantas;
- Aspersão - A água cai no terreno de forma semelhante à chuva (é distribuída de modo uniforme).
- Pivô central de irrigação: Tomada central de água giratória com aspersores ou microjactos.
- Gota a gota: a água sai por pequenos gotejadores junto aos pés das plantas

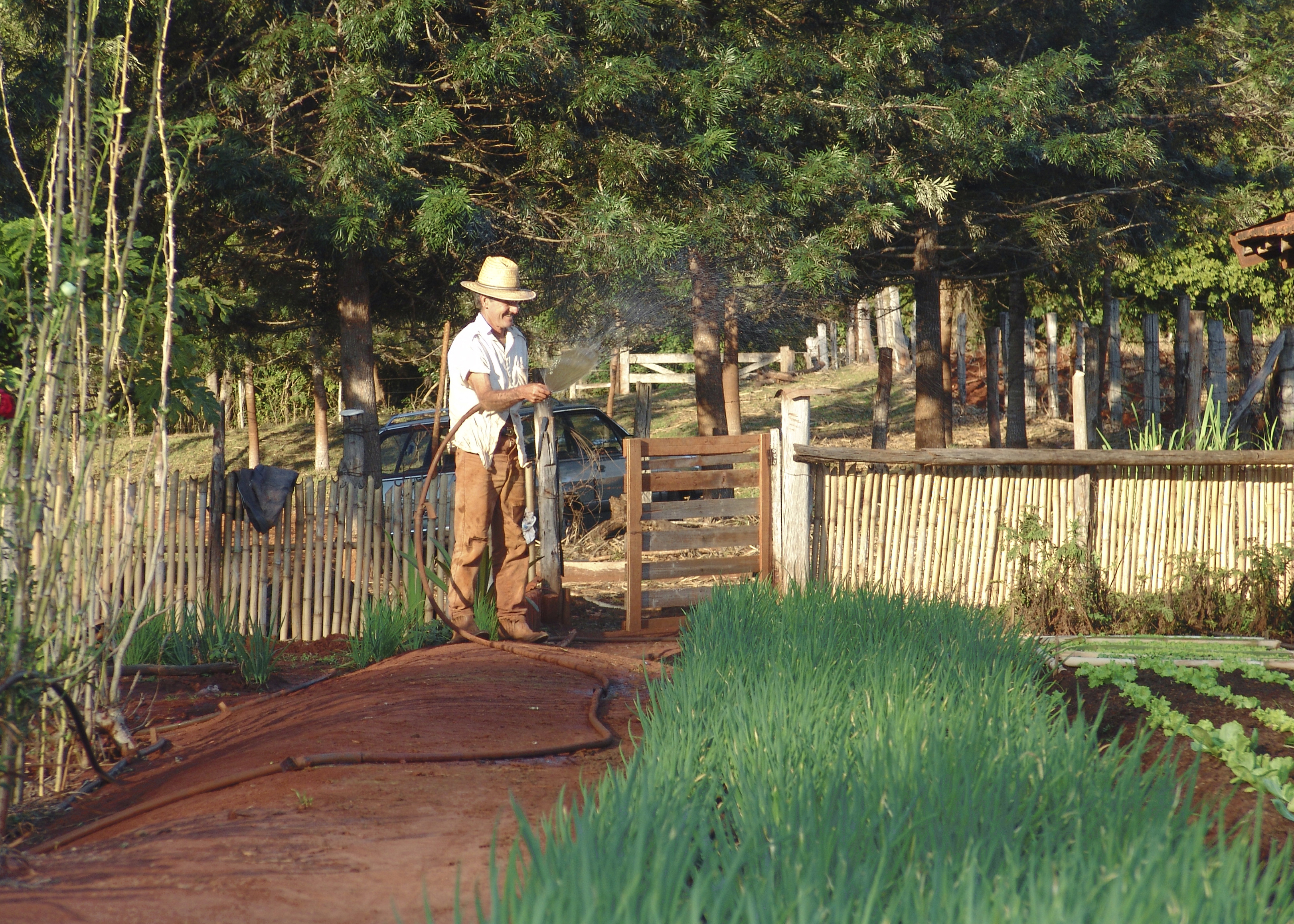
Irrigação manual de horta em pequena propriedade rural

### Sequeiro
As plantas desenvolvem-se com água da chuva, não havendo recurso à rega.

## Sistemas de irrigação

### Gotejamento
Nesse sistema, a água é levada sob pressão por tubos, até ser aplicada ao solo através de emissores diretamente sobre a zona da raiz da planta, em alta frequência e baixa intensidade. Possui uma eficiência na ordem de 90%. Tem no entanto um elevado custo de implantação. É utilizado majoritariamente em culturas perenes e em fruticultura, embora também seja usado por produtores de hortaliças e flores, em especial pela reduzida necessidade de água, comparado aos demais sistemas de irrigação. Pode ser instalado à superfície ou enterrado, embora esta decisão deva ser tomada analisando-se criteriosamente a cultura a ser irrigada.
Além de apresentar uma boa eficiência, o gotejamento também se destaca na questão do manejo da irrigação, onde tem um menor gasto de água, economizando o recurso que em algumas regiões do nordeste é escasso. Por ser um sistema de irrigação localizada, a cultura que é irrigada terá um bulbo molhado maior, apresentando boas produções.

### Aspersão convencional
Nos métodos de aspersão, são lançados jatos de água ao ar que caem sobre a cultura na forma de chuva. Existem sistemas inteiramente móveis, com a mudança de todos os seus componentes até os totalmente automatizados (fixos). No método convencional, a linha principal é fixa e as laterais são móveis. Requer menor investimento de capital, mas exige mão de obra intensa, devido às mudanças da tubulação (tubagem em Portugal). Uma alternativa extremamente interessante que tem sido utilizada pelos agricultores irrigantes é uma modificação na aspersão convencional, a chamada aspersão em malha, onde as linhas principais, de derivação e laterais ficam fixas, sendo móveis somente os aspersores. Esse tipo de sistema tem sido bastante utilizado no Brasil principalmente para a irrigação de pastagem, cana-de-açúcar, café e arroz. Uma deficiência do sistema de irrigação por gotejamento é a ocorrência de enovelamento das raízes, uma vez que a água tende a ser disponibilizada em um único local, ou em porção da raiz, fazendo com que a mesma cresça no entorno do local irrigado constantemente, acarretando perdas econômicas à atividade.

### Microaspersão
A microaspersão possui uma eficiência maior que a aspersão convencional (90%), sendo muito utilizada para a irrigação de culturas perenes. Também é considerada irrigação localizada, porém, a vazão dos emissores (chamados micro aspersores) é maior que a dos gotejadores.

### Pivô central

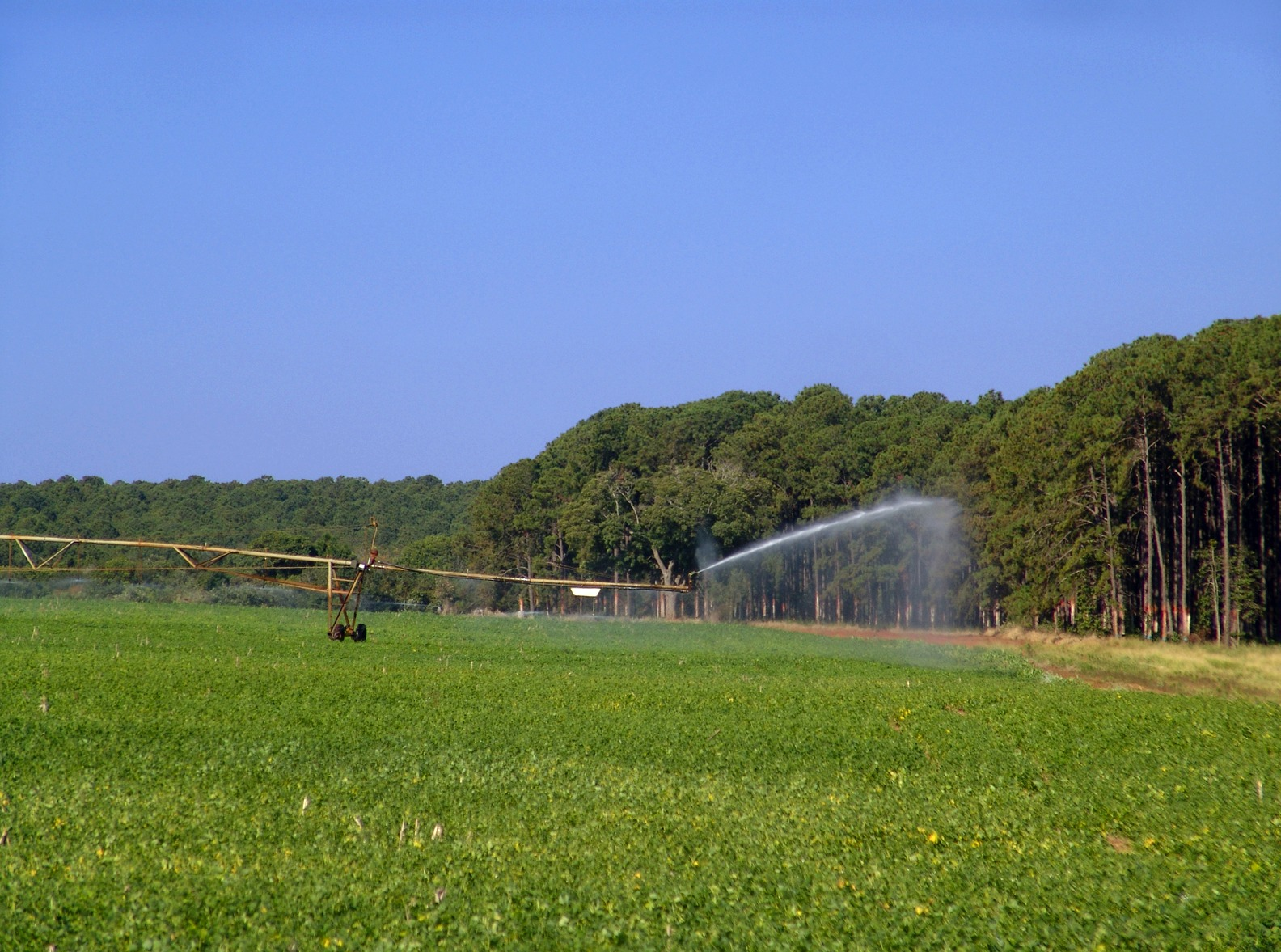
Pivô irrigando uma plantação de feijão em Avaré, no Brasil.

O sistema consiste basicamente em uma tubulação (ou tubagem) metálica onde são instalados os aspersores. A tubulação que recebe a água de um dispositivo central sob pressão, chamado de ponto do pivô, se apoia em torres metálicas triangulares, montadas sobre rodas, geralmente com pneu. As torres movem-se continuamente acionadas por dispositivos elétricos ou hidráulicos, descrevendo movimentos concêntricos ao redor do ponto do pivô. O movimento da última torre inicia uma reação de avanço em cadeia de forma progressiva para o centro. Em geral, os pivôs são instalados para irrigar áreas de 50 a 130 ha, sendo o custo por área mais baixo à medida que o equipamento aumenta de tamanho. Para otimizar o uso do equipamento, é conveniente além da aplicação de água, aproveitar a estrutura hidráulica para a aplicação de fertilizantes, inseticidas e fungicidas.

### Canhão hidráulico
Em geral, o aspersor de grande porte (denominado canhão) é manobrado manualmente. Por aplicar água a grandes distâncias, a eficiência do canhão é prejudicada pelo vento, sendo a sua indicação vetada para regiões com alta incidência de ventos. É, geralmente, utilizado em lavouras de cana-de-açúcar, para irrigação e distribuição de sub produtos (vinhaça).

### Sulco
Usa o método de irrigação por superfície. A distribuição da água se dá por gravidade através da superfície do solo. Tem menor custo fixo e operacional, e consome menos energia que os métodos por aspersão. É o método ideal para cultivos em fileiras. Deve ser feito em áreas planas. Exige investimento a mão de obra. Possui baixa eficiência, em torno de 30 a 40% no máximo. Atualmente, devido a escassez de água no mundo e problemas ambientais, inclusive para a irrigação, esse método tem recebido várias críticas devido a baixa eficiência conseguida.

### Sub irrigação
O lençol freático é mantido a certa profundidade, capaz de permitir um fluxo de água adequado à zona radicular da planta. É comumente associado a um sistema de drenagem subsuperficial. Em condições satisfatórias, pode ser o método de menor custo.

## Fatores ambientais

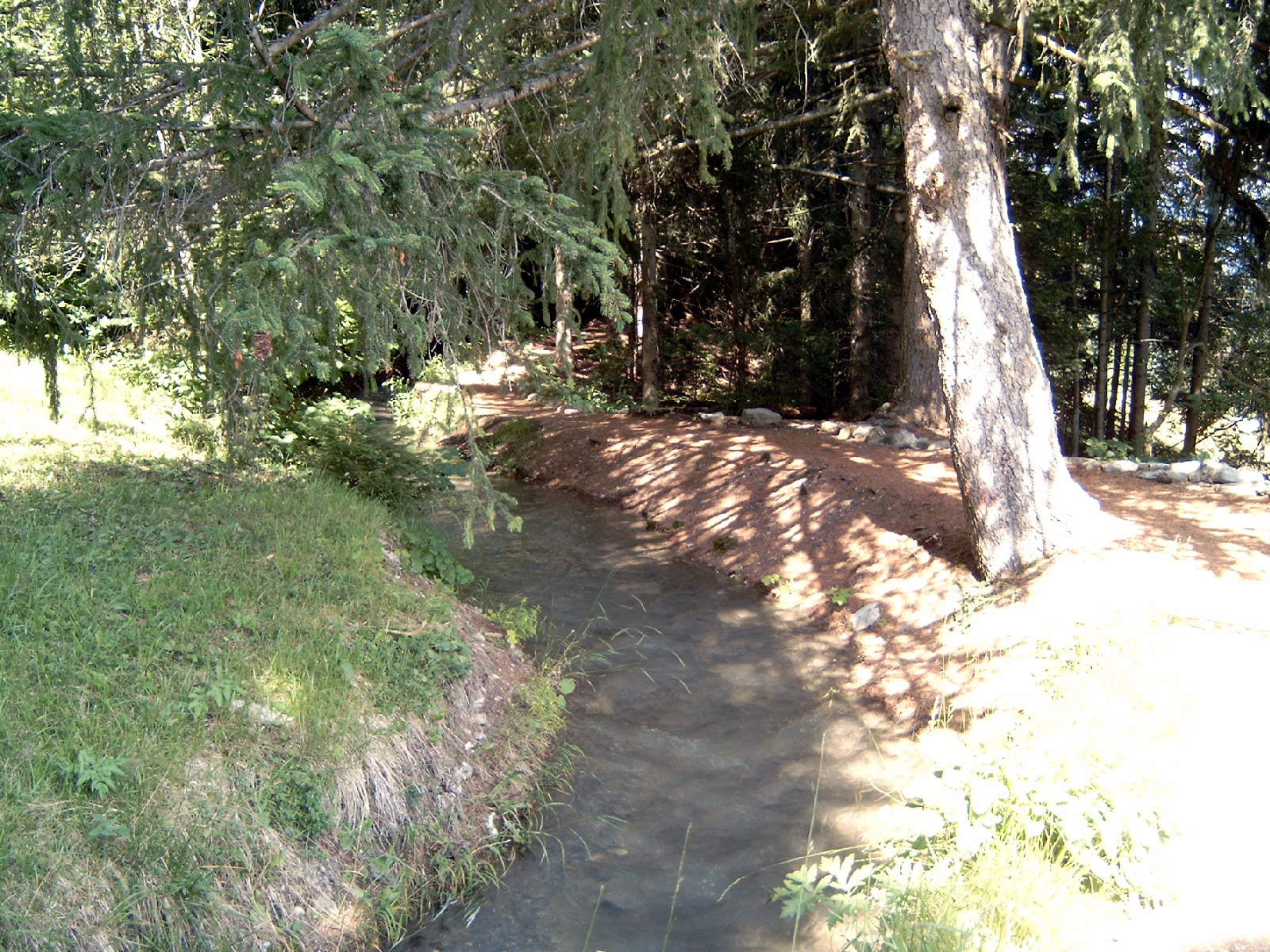
Canal de irrigação

O surgimento da irrigação foi fundamental ao florescimento da civilização, e os ganhos de produtividade agrícola permitidos por ela são, em grande parte, os responsáveis pela viabilidade da alimentação da população mundial.
No entanto, a irrigação também apresenta perigos ambientais. Deve ser utilizada com critério e consciência ecológica, pois um sistema mal planeado pode causar sérios desastres ambientais. Alguns dos maiores desastres ambientais da história são derivados de projetos de irrigação mal projectados, como foi o exemplo do secamento do Mar de Aral, ocorrido devido ao mau planeamento feito pelos soviéticos.
Além de problemas gerados pela escassez das águas mal administradas, outro dano grave gerado pelo manejo incorreto da irrigação é a salinização. Nas regiões áridas e semi-áridas irrigadas, a salinização do solo é um dos importantes fatores que afetam o rendimento dos cultivos, limitando a produção agrícola e causando prejuízos. Nessas regiões, caracterizadas pelos baixos índices pluviométricos e intensa evapotranspiração, a baixa eficiência da irrigação e a drenagem insuficiente, contribuem para a aceleração do processo de salinização, tornando estas áreas improdutivas em curto espaço de tempo.
Ademais, o excesso de irrigação proporciona um ambiente propício para o aparecimento de patógenos para as plantas, além da lixiviação de nutrientes presentes no solo e ineficiência no desenvolvimento morfológico em consequência da morte de células, de tecidos ou órgãos da planta. Como a quantidade de água e CO2 são fatores limitantes para fotossíntese, provavelmente, a produção de fotoassimilados em plantas submetidas a estresse hídrico é afetada.
No Brasil, antes de iniciar a construção de sistemas de irrigação, a legislação obriga os produtores a consultar as prefeituras locais, de forma a poder verificar se existem restrições ao uso de água para irrigação. Dependendo da região, obter uma autorização pode ser virtualmente impossível. Se o agricultor constrói o sistema à revelia, sem consulta aos órgãos públicos, corre o risco de ver a obra embargada e ter seus equipamentos confiscados, além de estar sujeito a multas.